# L'Arménien
L'Arménien est un roman de Clément Lépidis, prix Lange de l'Académie française et de la Société des gens de lettres.
À travers le parcours d'Aram Tokatlérian, jeune Arménien d'Istanbul, immigré à Paris pour apprendre le métier de la chaussure dans le quartier de Belleville où étaient réunis tous les maîtres bottiers dans les années 1930, l'auteur  fait découvrir la fraternité du petit peuple cosmopolite (Grecs, Arméniens, Polonais, Français « de souche ») puis les heures sombres que les mêmes personnages vivront sous l'occupation, avec la peur des rafles et des contrôles.
Malgré la gravité du sujet, l'auteur n'abandonne jamais son humour désinvolte et sa tendresse.